# Bevilacqua
Bevilacqua is een gemeente in de Italiaanse provincie Verona (regio Veneto) en telt 1801 inwoners (31-12-2004). De oppervlakte bedraagt 12,1 km², de bevolkingsdichtheid is 149 inwoners per km².
De bouw van het kasteel van Bevilacqua startte onder impuls van Guglielmo Bevilacqua (1272-1335), condottiero, en werd voltooid door zijn zoon Francesco Bevilacqua (1304-1368), ambassadeur en ridder in de stadstaat Verona. Het is deze familie die haar naam gaf aan het dorp en het kasteel. 

## Demografie
Bevilacqua telt ongeveer 685 huishoudens. Het aantal inwoners steeg in de periode 1991-2001 met 6,8% volgens cijfers uit de tienjaarlijkse volkstellingen van ISTAT.
| Jaar | Inwoneraantal |
| ---- | ------------- |
| 1991 | 1583          |
| 2001 | 1691          |

## Geografie
De gemeente ligt op ongeveer 14 m boven zeeniveau.
Bevilacqua grenst aan de volgende gemeenten: Boschi Sant'Anna, Minerbe, Montagnana (PD), Terrazzo, Urbana (PD).

## Externe link

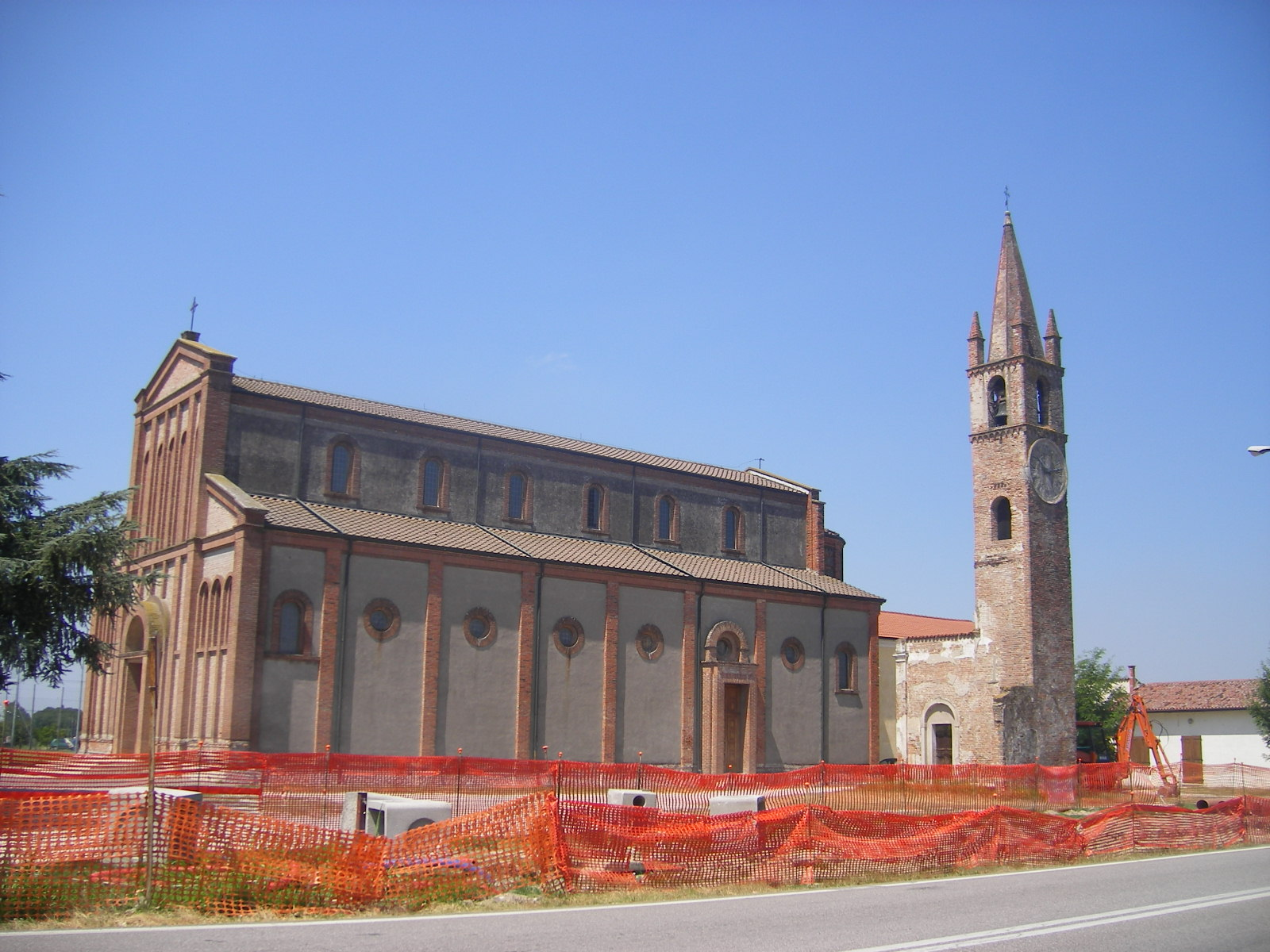